# Tynanthus schumannianus
Tynanthus schumannianus là một loài thực vật có hoa trong họ Chùm ớt. Loài này được (Kuntze) A.H.Gentry miêu tả khoa học đầu tiên năm 1974.